# Вирт, Юрий Николаевич
Ю́рий Никола́евич Вирт (укр. Юрій Миколайович Вірт; род. 4 мая 1974, Львов) — украинский футбольный вратарь, затем — тренер. Сыграл 2 матча за сборную Украины.

## Клубная карьера
Воспитанник львовского футбола. Выступал за команды «Скала» (Стрый), «Львов», «Металлург» (Донецк), «Борисфен» (Борисполь) и «Шахтёр» (Донецк). Весной 2007 года подписал с «Шахтёром» новый контракт, но за пять лет пребывания в клубе провел только две игры за основной состав. В 2012 году завершил карьеру.

## Карьера в сборной
Сыграл 2 матча за сборную Украины: против Беларуси (1 сентября 2001), и против Армении (5 сентября 2001). В обеих играх сборная одержала сухие победы.

## Тренерская карьера
2012 года стал тренером вратарей юношеского состава донецкого «Металлурга», а вскоре и тренером молодёжного состава, где помогал Сергею Шищенко и проработал до 2015 года, после чего перешёл на должность тренера в основную команду «Сталь» (Днепродзержинск).
В апреле 2017 года возглавил ровенский «Верес». В декабре 2017 года покинул пост главного тренера команды.
26 сентября 2018 возглавил винниковский «Рух». В ноябре 2018 года покинул команду.
27 сентября 2022 года был признан лучшим тренером УПЛ за август/сентябрь месяцы 2022 года.

## Достижения
- Чемпион Украины (5): 2001/02, 2007/08, 2009/10, 2010/11, 2011/12
- Серебряный призёр чемпионата Украины (4): 1999/00, 2000/01, 2006/07, 2008/09
- Бронзовый призёр чемпионата Украины (2): 2002/03, 2004/05
- Обладатель Кубка Украины (5): 2000/01, 2001/02, 2007/08, 2010/11, 2011/12
- Финалист Кубка Украины: 2008/09
- Обладатель Кубка УЕФА: 2008/09